# Sudbeni kotar Benkovac
Sudbeni kotar Benkovac bio je jedan od sudbenih kotara (njem. Gerichtsbezirk), koji su predstavljali manje upravno-teritorijalne jedinice nekadašnje Carevine Austrije u okvirima Austro-Ugarske monarhije. Zajedno sa sudbenim kotarima Kistanje i Obrovac činio je veću upravno-teritorijalnu jedinicu politički kotar Benkovac u sastavu austrijske krunske zemlje Dalmacije. Prostirao se je 1900. godine na 564,28 km2, a sjedište sudbenog kotara bilo je u Benkovcu. 

## Stanovništvo
Godine 1900. u sudbenom je kotaru Benkovcu živjelo 14.100 stanovnika popisanih kao lokalno civilno stanovništvo i "stranci" (stanovništvo iz drugih dijelova carstva - "nezavičajno" (njem. Staatsfremde) bez stalnog boravka u Dalmaciji, zatečeno na licu u vrijeme popisa, koje je u popisnim kolonama bilo vjerski, ali ne i jezično raspoređeno)), te kao vojničko stanovništvo. Izjašnjavanja u smislu narodnosne pripadnosti nije bilo, a hrvatski i srpski jezik iskazani su kao jedan jezik pod službenim imenom "srpsko-hrvatski jezik" (njem. serbo-kroatisch).
U odnosu na strukturu stanovništva ukupno je popisano 14.099 osoba ili 99,99% iz reda civilnog stanovništva, od toga lokalnog, "zemaljskog" iz Dalmacije 14.062 ili 99,73% od ukupnog civilnog stanovništva, te "nezavičajnog" odn. iz drugih dijelova monarhije 37 osoba ili 0,26% od ukupnog civilnog stanovništva. Iz reda vojničkog stanovništva popisana je jedna osoba, što je predstavljalo 0,007% od ukupnog stanovništa.   
| Sudbeni kotar Benkovac | 14.100 | 8.119  | 5.981  | - | 2     | 14.016 | 43    | 2     | 37    | Sada je podijeljen između upravnih jedinica: općine Pirovac (Šibensko-kninska županija) te grada Benkovca i općina Lišane Ostrovičke, Pakoštane, Polača i Stankovci (Zadarska županija). |
| %                      | 100%   | 57,58% | 42,41% | - | 0,01% | 99,40% | 0,30% | 0,01% | 0,26% | |
| od toga vojničko       | 1      | 1      | -      | - | 1     | -      | -     | -     | -     | |
| %                      | 100%   | 100%   | -      | - | 100%  | -      | -     | -     | -     | |

## Naselja
Sudbeni kotar Benkovac koji je istodobno bio i općina, sastojao se iz 39 naseljenih mjesta i njihovih dijelova - zaselaka (u zagradi je dat broj stanovnika s popisa od 31. prosinca 1900. godine):
| Banjevac                      | 618   | 618   | -   | - | - | 618   | -  | - | -  | Bakovića Luke (96), Kašić (66), Kukinje (74), Ošine (61), Pod Gradinom (35), Punta (184), Šarlije (102)                                          | Sada se iskazuje pod imenom Banjevci. Sadrži podatke i za naselje Kašić.                  |
| Benkovac                      | 512   | 356   | 156 | - | 2 | 437   | 42 | 1 | 30 | Benkovac (512) |                                                                                           |
| od toga vojničko              | 1     | 1     | -   | - | 1 | -     | -  | - | -  | |                                                                                           |
| Benkovac Selo                 | 211   | 7     | 204 | - | - | 211   | -  | - | -  | Benkovac Selo (211) | Sada se iskazuje pod imenom Benkovačko Selo.                                              |
| Biljane Gornje                | 365   | -     | 365 | - | - | 365   | -  | - | -  | Dukići (25), Gagići (30), Jankovića Kula (3), Lacmanović (21), Mrogano Selo (14), Opačići (125), Ostojići (84), Radmanovići (26), Stanari (37)   | Sada se iskazuje pod imenom Gornje Biljane.                                               |
| Brgud ili Selo pod Drenovačom | 649   | -     | 649 | - | - | 649   | -  | - | -  | Banići (397), Čalići (58), Čemer (26), Dobra Gora (44), Dolac Matići (78), Pod Jarebinjak (46), Pod Kosinjak (0)                                 | Sada se iskazuje pod imenom Brgud.                                                        |
| Bruška                        | 385   | 339   | 46  | - | - | 385   | -  | - | -  | Čekić-Ogradica (6), Draga (64), Izpod Ljut (15), Livadica (36), Marinovići (74), Ograde (68), Pod Stranom (13), Ružića Draga (109)               |                                                                                           |
| Budak                         | 325   | 325   | -   | - | - | 325   | -  | - | -  | Budak (325) |                                                                                           |
| Buković                       | 690   | 32    | 658 | - | - | 683   | 1  | 1 | 5  | Draga (17), Drnek (306), Kupreš (205), Novoselje (109), Varoš (53)                                                                               |                                                                                           |
| Bulić                         | 180   | 168   | 12  | - | - | 180   | -  | - | -  | Pod Gladuša (18), Rašići (26), Rubelji (96), Suići (40)                                                                                          |                                                                                           |
| Ceranje                       | 338   | 49    | 289 | - | - | 338   | -  | - | -  | Ceranje Donje (121), Ceranje Gornje (135), Gašparci (46), Krš Čačići (36)                                                                        | Sada se iskazuje pod imenima Donje Ceranje i Gornje Ceranje.                              |
| Jagodnje Donje                | 148   | 48    | 100 | - | - | 148   | -  | - | -  | Jagodnje Donje (148) | Sada se iskazuje pod imenom Donja Jagodnja.                                               |
| Jagodnje Gornje               | 362   | -     | 362 | - | - | 362   | -  | - | -  | Pod Gradinom (11), Smiljevac ili Sriednje Selo (323), Zečevića Stan (28)                                                                         | Sada se iskazuje pod imenom Gornja Jagodnja.                                              |
| Kakma                         | 65    | 16    | 49  | - | - | 65    | -  | - | -  | Kakma (65) |                                                                                           |
| Kolarine                      | 270   | -     | 270 | - | - | 270   | -  | - | -  | Devića Varoš (8), Ikači i Prlići (249), Zorica (13)                                                                                              | Sada se iskazuje pod imenom Kolarina.                                                     |
| Korlat                        | 500   | 265   | 235 | - | - | 500   | -  | - | -  | Gradina (79), Kukalj Cupać (107), Pod Gredom (29), Pod Gredom Tintori (115), Pod Putom Babići (68), Radeki (36), Vulelijina Draga (66)           |                                                                                           |
| Kozlovac                      | 216   | -     | 216 | - | - | 216   | -  | - | -  | Ivaniševića Draga ili Zorica (158), Kula (9), Podi (49)                                                                                          | Sada se iskazuje pod imenom Kožlovac.                                                     |
| Kulatlagić ili Kula Atlagića  | 470   | 31    | 439 | - | - | 469   | -  | - | 1  | Ćuruvija Stan (37), Martinovići (86), Miljevići (55), Na Kuklju Babići (146), Sankovići (57), Stanari (33), Trnjinići (31), Vuletići (25)        | Sada se iskazuje pod imenom Kula Atlagić.                                                 |
| Lepuri                        | 150   | 150   | -   | - | - | 150   | -  | - | -  | Lepuri (150), Stanari (0) | Sada se iskazuje pod imenom Donji Lepuri.                                                 |
| Lisičić ili Sriednje Selo     | 441   | 440   | 1   | - | - | 441   | -  | - | -  | Bačići (28), Budanovi (83), Dražići (5), Kutići (260), Podgrađe (65)                                                                             | Sada se iskazuje pod imenom Lisičić. Sadrži podatke i za naselje Podgrađe.                |
| Lišane Ostrovičke             | 530   | 530   | -   | - | - | 530   | -  | - | -  | Manići (84), Mijići (45), Nimci (182), Pod Crkvom (52), Pod Mišnje (38), Radaši (80), Tkaljići (49)                                              |                                                                                           |
| Lišane Tinjske                | 218   | -     | 218 | - | - | 218   | -  | - | -  | Lišane Tinjske (218), Goljani (0) |                                                                                           |
| Miranje                       | 139   | 3     | 136 | - | - | 139   | -  | - | -  | Miranje Donje (54), Miranje Gornje (60), Žegar ili Žegarani (25)                                                                                 |                                                                                           |
| Morpolača                     | 86    | -     | 86  | - | - | 86    | -  | - | -  | Morpolača (86) |                                                                                           |
| Nadin                         | 455   | 278   | 177 | - | - | 455   | -  | - | -  | Batovići (64), Brzojini (40), Donji Varoš (129), Kvartir (0), Pod Kosom ili Kosa Majstrovići (68), Staro Selo (32), Vrsaljkovi (52), Zagrad (70) | Sadrži podatke i za naselje Zagrad.                                                       |
| Perušić                       | 285   | 205   | 80  | - | - | 285   | -  | - | -  | Guzići (236), Šarića Stan (49) | Sada se iskazuje pod imenom Perušić Benkovački.                                           |
| Podlug                        | 204   | 180   | 24  | - | - | 204   | -  | - | -  | Na Kosi ili Jokić u Kosi (120), Vuletići (84) |                                                                                           |
| Polača                        | 703   | 629   | 74  | - | - | 702   | -  | - | 1  | Kastela (72), Pod Gradinom ili Gradinari (413), Prtenjači (137), Stanari (70), Strkovača (11)                                                    |                                                                                           |
| Popović ili Popovići          | 487   | 392   | 95  | - | - | 487   | -  | - | -  | Kom (63), Krč (52), Kupinovac (48), Pliskovo ili Pliskovac (79), Pod Otavac (82), Tokići (163)                                                   | Sada se iskazuje pod imenom Popovići.                                                     |
| Pristeg                       | 552   | 319   | 233 | - | - | 552   | -  | - | -  | Crnokrak (10), Pristeg Donji ili Kršari (85), Pristeg Gornji (168), Rončević (1), Uzelice (288)                                                  |                                                                                           |
| Prović                        | 64    | 29    | 35  | - | - | 64    | -  | - | -  | Prović (64) |                                                                                           |
| Radošinovac                   | 254   | 214   | 40  | - | - | 254   | -  | - | -  | Dobravoda (43), Pod Visokom (79), Skorobić (132)                                                                                                 | Sada se iskazuje pod imenom Radošinovci. Sadrži podatke i za naselje Dobra Voda.          |
| Rastević                      | 598   | 304   | 294 | - | - | 598   | -  | - | -  | Gnjatović Draga (54), Kličevica (5), Pod Gradinom (120), Vrpljane (175), Ziačića Draga (244)                                                     | Sada se iskazuje pod imenom Raštević.                                                     |
| Rodaljice                     | 299   | 299   | -   | - | - | 299   | -  | - | -  | Pod Gredom ili Držođodani (188), Žutelji (111)                                                                                                   |                                                                                           |
| Stankovac ili Stankovci       | 1.086 | 1.086 | -   | - | - | 1.086 | -  | - | -  | Bile Vlake (129), Crljenik (103), Kod Gospe (61), Morići (73), Morići pod Cestu (85), Vunići (635)                                               | Sada se iskazuje pod imenom Stankovci. Sadrži podatke i za naselja Bila Vlaka i Crljenik. |
| Šopot                         | 167   | 93    | 74  | - | - | 167   | -  | - | -  | Glavica Grubić (12), Kličevica (6), Šušanj ili Šušnjar (149)                                                                                     |                                                                                           |
| Tinj                          | 219   | 194   | 25  | - | - | 219   | -  | - | -  | Ivankovića Stan (7), Pod Gradinom (96), Više Bare Jurjevića (55), Zagradine (61)                                                                 |                                                                                           |
| Vrana                         | 334   | 264   | 70  | - | - | 334   | -  | - | -  | Marina ili Skolj (47), Oton (54), Pećina (20), Pod Gradinom (128), Za Pećinom (85)                                                               |                                                                                           |
| Vukšić                        | 285   | 256   | 29  | - | - | 285   | -  | - | -  | Drčin Varoš (192), Radmili (93) |                                                                                           |
| Zapužane ili Zapužani         | 240   | -     | 240 | - | - | 240   | -  | - | -  | Dražari (35), Gradinari ili Gradinjani (171), Jaružani (34)                                                                                      | Sada se iskazuje pod imenom Zapužane.                                                     |